# 埼玉交通
埼玉交通（さいたまこうつう）は、埼玉県さいたま市南区に本社を置く、県内大手タクシー会社である。さいたま市内を主な営業範囲としている。ナイスタクシーワイドネットワークに加盟している。埼交（さいこう）の愛称がある。

## 会社概要
世界で初めて全車にカーナビゲーション（三菱電機製）を導入した。かつては地元のプロサッカーリーグクラブである浦和レッドダイヤモンズの公式スポンサーに加盟していたが、現在資金繰り悪化のため中止されている。D-51バスを開発・導入し、注目を集めたことがある。また、テレビ埼玉にてCMを放映していたこともある。
- 観光バス事業として株式会社 埼玉自動車交通が設立されている。観光バス：12台、タクシーハイヤー：200台を保有（2012年時点）
- 2020年～自社の無線配車に加えてTAXIGOアプリでの配車サービスを開始。

## 所在地
- 本社：さいたま市南区
  - 営業所：さいたま市南区鹿手袋、さいたま市北区吉野町
  - 整備工場：さいたま市北区吉野町　　　　　　　　　　　　　　　　　　　　　　　
  - マル酸液化ガス：さいたま市浦和区皇山町

## グループ会社一覧
- 埼玉自動車交通（観光バス）
- マル酸液化ガス　（タクシー燃料用ガススタンド）